# Saison 1971-1972 de la LIH
Saison précédente Saison suivante
La Saison 1971-1972 est la vingt-septième saison de la ligue internationale de hockey.
Les Wings de Port Huron remportent la Coupe Turner en battant les Mohawks de Muskegon en série éliminatoire.

## Saison régulière
Avant le début de la saison régulière, les Flags de Port Huron prennent le nom des Wings de Port Huron. Les Checkers de Columbus reviennent dans la ligue sous le nom des Golden Seals de Columbus. La ligue reprend le format de deux divisions.

### Classement de la saison régulière
Pour les significations des abréviations, voir Statistiques du hockey sur glace.
| Clt   | Équipe              | PJ | V  | D  | N | BP  | BC  | Pts |
| ----- | ------------------- | -- | -- | -- | - | --- | --- | --- |
| +001, | Mohawks de Muskegon | 72 | 49 | 21 | 2 | 328 | 231 | 100 |
| +002, | Wings de Port Huron | 72 | 37 | 31 | 4 | 276 | 262 | 78  |
| +003, | Generals de Flint   | 72 | 31 | 36 | 5 | 253 | 259 | 67  |
| +004, | Hornets de Toledo   | 72 | 26 | 46 | 0 | 270 | 371 | 52  |

| Clt   | Équipe                   | PJ | V  | D  | N | BP  | BC  | Pts |
| ----- | ------------------------ | -- | -- | -- | - | --- | --- | --- |
| +001, | Gems de Dayton           | 72 | 49 | 23 | 0 | 319 | 243 | 98  |
| +002, | Komets de Fort Wayne     | 72 | 37 | 33 | 2 | 291 | 244 | 76  |
| +003, | Oak Leafs de Des Moines  | 72 | 35 | 34 | 3 | 296 | 278 | 73  |
| +004, | Golden Seals de Columbus | 72 | 15 | 55 | 2 | 220 | 365 | 32  |

- Champion de la saison régulière
- Champion de division
- Qualifié pour les séries éliminatoires

### Meilleurs pointeurs
| Joueur            | Équipe     | PJ | B  | A  | Pts | Pun |
| ----------------- | ---------- | -- | -- | -- | --- | --- |
| Gary Ford         | Muskegon   | 71 | 36 | 73 | 109 | 37  |
| Bryan McLay       | Muskegon   | 66 | 48 | 45 | 93  | 66  |
| Jim Paterson      | Toledo     | 59 | 46 | 40 | 86  | 16  |
| Len Fontaine      | Port Huron | 70 | 41 | 45 | 86  | 54  |
| Reg Bechtold      | Dayton     | 71 | 31 | 53 | 84  | 17  |
| Bob Smith         | Muskegon   | 61 | 33 | 51 | 84  | 9   |
| Freeman Asmundson | Des Moines | 72 | 35 | 46 | 81  | 48  |
| Jim Boyd          | Fort Wayne | 67 | 26 | 54 | 80  | 37  |
| Don Liesemer      | Muskegon   | 71 | 37 | 43 | 80  | 14  |
| Jean-René Losier  | Des Moines | 72 | 37 | 42 | 79  | 14  |

## Séries éliminatoires
Les Mohawks de Muskegon, champion de la saison régulière et les Gems de Dayton, vainqueur de leur division obtiennent un laissé-passé pour la première ronde et s'affrontent en demi-finale dans une série au meilleur de sept. De leur côté, les vainqueurs de la première ronde disputent une série au meilleur de cinq rencontres. 

### Tableau
|  | Quarts de finale        | Quarts de finale     |                     |   | Demi-finales | Demi-finales |  |  | Finale | Finale |
|  | Quarts de finale        | Quarts de finale     |                     |   | Demi-finales | Demi-finales |  |  | Finale | Finale |
|  |                         |                      |                     |   |              |              |  |  |        |        |
|  |                         |                      |                     |   |              |              |  |  |        |        |
|  |                         |                      |                     |   |              |              |  |  |        |        |
|  | Wings de Port Huron     | 3                    |                     |   |              |              |  |  |        |        |
|  | Wings de Port Huron     | 3                    |                     |   |              |              |  |  |        |        |
|  | Generals de Flint       | 1                    |                     |   |              |              |  |  |        |        |
|  | Generals de Flint       | 1                    | Wings de Port Huron | 3 |              |              |  |  |        |        |
|  |                         |                      | Wings de Port Huron | 3 |              |              |  |  |        |        |
|  |                         | Komets de Fort Wayne | 2                   |   |              |              |  |  |        |        |
|  | Komets de Fort Wayne    | Komets de Fort Wayne | 2                   | 3 |              |              |  |  |        |        |
|  | Komets de Fort Wayne    |                      |                     | 3 |              |              |  |  |        |        |
|  | Oak Leafs de Des Moines | 0                    |                     |   |              |              |  |  |        |        |
|  | Oak Leafs de Des Moines | 0                    | Wings de Port Huron | 4 |              |              |  |  |        |        |
|  |                         |                      | Wings de Port Huron | 4 |              |              |  |  |        |        |
|  |                         | Mohawks de Muskegon  | 2                   |   |              |              |  |  |        |        |
|  | Mohawks de Muskegon     | Mohawks de Muskegon  | 2                   |   |              |              |  |  |        |        |
|  |                         |                      |                     |   |              |              |  |  |        |        |
|  | Laissé-passé            |                      |                     |   |              |              |  |  |        |        |
|  | Mohawks de Muskegon     | 4                    |                     |   |              |              |  |  |        |        |
|  | Mohawks de Muskegon     | 4                    |                     |   |              |              |  |  |        |        |
|  |                         | Gems de Dayton       | 1                   |   |              |              |  |  |        |        |
|  | Gems de Dayton          | Gems de Dayton       | 1                   |   |              |              |  |  |        |        |
|  |                         |                      |                     |   |              |              |  |  |        |        |
|  | Laissé-passé            |                      |                     |   |              |              |  |  |        |        |
|  |                         |                      |                     |   |              |              |  |  |        |        |

### Quart de finales
Les équipes ayant terminé deuxième et troisième de leur division au terme de la saison régulière s'affrontent dans une série au meilleur de cinq rencontres. Ainsi les Wings de Port Huron qui font face aux Generals de Flint passe en demi-finale, l'emportant par le score de trois parties à une, alors que les Komets de Fort Wayne defont trois matchs à zéro devant les Oak Leafs de Des Moines.
| Date    | Équipe à domicile   | Score | Équipe visiteuse    |
| ------- | ------------------- | ----- | ------------------- |
| 22 mars | Wings de Port Huron | 3-2   | Generals de Flint   |
| 24 mars | Generals de Flint   | 5-1   | Wings de Port Huron |
| 25 mars | Wings de Port Huron | 2-0   | Generals de Flint   |
| 28 mars | Generals de Flint   | 3-5   | Wings de Port Huron |

Les Wings de Port Huron remportent la série 3 victoires à 1.
| Date    | Équipe à domicile       | Score | Équipe visiteuse        |
| ------- | ----------------------- | ----- | ----------------------- |
| 21 mars | Komets de Fort Wayne    | 5-3   | Oak Leafs de Des Moines |
| 22 mars | Komets de Fort Wayne    | 5-3   | Oak Leafs de Des Moines |
| 24 mars | Oak Leafs de Des Moines | 1-5   | Komets de Fort Wayne    |

Les Komets de Fort Wayne remportent la série 3 victoires à 0.

### Demi-finales
| Date    | Équipe à domicile   | Score   | Équipe visiteuse    |
| ------- | ------------------- | ------- | ------------------- |
| 22 mars | Mohawks de Muskegon | 6-3     | Gems de Dayton      |
| 25 mars | Mohawks de Muskegon | 5-4 (P) | Gems de Dayton      |
| 26 mars | Gems de Dayton      | 4-1     | Mohawks de Muskegon |
| 29 mars | Gems de Dayton      | 2-4     | Mohawks de Muskegon |
| 30 mars | Mohawks de Muskegon | 8-3     | Gems de Dayton      |

Les Mohawks de Muskegon remportent la série 4 victoires à 1.
| Date      | Équipe à domicile    | Score | Équipe visiteuse     |
| --------- | -------------------- | ----- | -------------------- |
| 31 mars   | Wings de Port Huron  | 3-0   | Komets de Fort Wayne |
| 1er avril | Komets de Fort Wayne | 3-2   | Wings de Port Huron  |
| 3 avril   | Wings de Port Huron  | 7-4   | Komets de Fort Wayne |
| 5 avril   | Komets de Fort Wayne | 4-2   | Wings de Port Huron  |
| 6 avril   | Wings de Port Huron  | 4-2   | Komets de Fort Wayne |

Les Wings de Port Huron remportent la série 3 victoires à 2.

### Finale
La finale oppose les vainqueurs de leur série respectives, les Mohawks de Muskegon et les Wings de Port Huron. Pour remporter la finale les équipes doivent obtenir quatre victoires.
| Date     | Équipe à domicile   | Score | Équipe visiteuse    |
| -------- | ------------------- | ----- | ------------------- |
| 8 avril  | Mohawks de Muskegon | 2-5   | Wings de Port Huron |
| 11 avril | Wings de Port Huron | 4-2   | Mohawks de Muskegon |
| 12 avril | Mohawks de Muskegon | 5-2   | Wings de Port Huron |
| 14 avril | Wings de Port Huron | 3-2   | Mohawks de Muskegon |
| 15 avril | Mohawks de Muskegon | 5-1   | Wings de Port Huron |
| 17 avril | Wings de Port Huron | 4-0   | Mohawks de Muskegon |

Les Wings de Port Huron remportent la série 4 victoires à 2.

### Effectifs de l'équipe championne
Voici l'effectif des Wings de Port Huron, champion de la Coupe Turner 1972:
- Joueur-Entraîneur : Ted Garvin.
- Joueurs : Bob Brinkworth, Brian Cropper, Wayne Ego, John Fisher, Len Fontaine, Al Genovy, Ray Germain, Don Grierson, Ralph Hopiavouri, George Hulme, Larry Klewchuk, Bill LeCaine, Robert McCammon, Al McLeod, Charlie Shaw, Randy Sokoll, Steve Sutherland.

## Trophée remis
| Trophée               | Description                       | Vainqueur            |
| --------------------- | --------------------------------- | -------------------- |
| Coupe Turner          | Champion des séries éliminatoires | Wings de Port Huron. |
| Trophée Fred-A.-Huber | Champion de la saison régulière   | Mohawks de Muskegon. |

| Trophée                  | Description                                         | Vainqueur                            |
| ------------------------ | --------------------------------------------------- | ------------------------------------ |
| Trophée Leo-P.-Lamoureux | Meilleur pointeur                                   | Gary Ford, Mohawks de Muskegon.      |
| Trophée James-Gatschene  | Meilleur joueur                                     | Len Fontaine, Wings de Port Huron.   |
| Trophée Garry-F.-Longman | Meilleur joueur recrue                              | Glenn Resch, Mohawks de Muskegon.    |
| Trophée des gouverneurs  | Meilleur défenseur                                  | Rick Pagnutti, Komets de Fort Wayne. |
| Trophée James-Norris     | Gardien avec la plus faible moyenne de buts alloués | Glenn Resch, Mohawks de Muskegon.    |